# Ángel de Furcio
Ángel de Furcio, (Furci, 1246 - Nápoles, 1327) fue un religioso italiano, perteneciente a la orden de los Agustinos, reconocido como beato por la Iglesia católica.

## Hagiografía
Ángel era el hijo de Adalitto y Albazia, familia acomodada sin hijos, que tuvo una visión en la que San Miguel y San Agustín, le manifestaron al matrimonio que tendría un hijo, pero que debía ser consagrado a la vida monacal, al servicio de los agustinos.
El niño nació en Furci, en 1246. Albazia, hermana del abad de Cornaclano, llevó al pequeño Ángel a aquella abadía para que se le educara bajo la regla agustina. Cuando Ángel cumplió los 18 años, en 1268, fue aceptado en la orden menor de los Agustinos.
Posterior a la muerte de su tío en 1264, el joven regresó a casa de sus padres. Sin embargo, tuvo la misma visión de sus padres y, cuando Adalitto murió, en 1265, Ángel regresó a la vida monacal, internándose en el monasterio de Vasto d'Aimone en 1266. La muerte de Adalitto, sumada a la visión que tuvo, formó su carácter y su celo religioso, que lo acompañaría toda su vida.
Una vez interno en el monasterio, solicitó iniciar su noviciado, a la vez que comenzaba su profesión. Estudió teología y en 1270 fue ordenado sacerdote agustino.
Dentro de su comunidad se destacó como un estudiante excepcional, por lo que fue enviado a estudiar a París, bajo la tutela, entre muchos otros, de Giles el Romano, con quien convivió durante su estadía en la ciudad.Pasados cinco años regresó a Furci, donde lo remitieron al Prior de la Orden, quién lo nombró profesor de Teología en Nápoles, ciudad donde se instaló hasta su muerte.
En 1287 fue elegido Prior Provincial de la Provincia Napolitana. Sin embargo él renunció a éste cargo y a las sedes episcopales de Acerra y Melfi, que también le ofrecieron. Finalmente falleció el 6 de febrero de 1327, a la edad de 81 años.

## Culto público
En la ciudad de Nápoles, se le veneraba como santo. Sin embargo ningún pontífice le canonizó.
El 20 de diciembre de 1888, el papa León XIII, confirmó su culto, ya que se venía practicando desde el siglo XIII. En dicha ceremonia se le otorgó el título de beato de la Iglesia Católica.
La ciudad de Furci lo reconoce como su santo patrón, y es donde reposan actualmente sus restos.